# Juhan Tõrvand
Juhan Tõrvand (ur. 24 listopada 1883 w Laatre, zm. 12 maja 1942 w Wiackim Poprawczym Obozie Pracy Nr 231) – generał major Sił Zbrojnych Republiki Estonii. 

## Życiorys
W czerwcu 1920 roku wrócił do Estonii i został przydzielony do Sztabu Generalnego. 1 października 1920 roku został mianowany szefem Sztabu Generalnego. 24 lutego 1925 roku został awansowany na generała majora (est. kindralmajor), który to stopień odpowiadał generałowi dywizji w ówczesnym Wojsku Polskim.
Zmarł 12 maja 1942 roku w Wiackim Poprawczym Obozie Pracy położonym w obwodzie kirowskim.

## Ordery i odznaczenia
- Komandor Krzyża Wielkiego Orderu Trzech Gwiazd
- Kawaler Krzyża Komandorskiego z Gwiazdą Orderu Odrodzenia Polski
- Kawaler Krzyża Komandorskiego Orderu Odrodzenia Polski
- Kawaler klasy IV Orderu Świętego Jerzego